# خيوط العنكبوت (فلم)
فيلم مصري درامي تم انتاجه عام 1985 وهو من بطولة الفنان محمود ياسين قام بدور المهندس خالد ونورا بدور سامية ورغد بدور الهام

## قصة الفيلم
يعمل كلٍ من مهندس الصيانة خالد امين قام بدوره الفنان محمود ياسين ويساعده زميله وصديقه مهندس التصميمات، رأفت حسين قام بدوره الفنان مجدى وهبه على الوقوف ضد تصرفات وقرارات رئيس مجلس إدارة الشركة، عبد العظيم الدمنهورى عمر الحريرى وفي حين يقبَل الأخير مشروعًا لإقامة نادي ترفيهي، يرفض مشروع قدَّمه خالد لتطوير الإنتاج، فيسعى الزميلان لِكَشْف فساد الرجل أمام الجميع.

## طاقم العمل

### ابطال الفيلم
| اسم الممثل      | الدور                              |
| --------------- | ---------------------------------- |
| محمود ياسين     | خالد                               |
| نورا            | سامية                              |
| رغدة            | الهام                              |
| مجدي وهبة       | رأفت                               |
| أسامة عباس      | فايق شاكر                          |
| عمر الحريري     | عبد العظيم الدمنهوري               |
| نبيل بدر        | عبد الحق - المدير المالي           |
| نبيل الدسوقي    | الأسطى درويش                       |
| فكري صادق       | كابتن شبطه                         |
| نوال فهمي       | والدة إلهام                        |
| هريدي عمران     | المعلم هريدي                       |
| سيد علام        | وكيل النيابة                       |
| بثينة عبدالنبي  | والدة ساميه                        |
| سامية محسن      | موظفة العلاقات العامه              |
| حسان اليماني    | جعفر - ساعى الشركة                 |
| عبدالجواد متولي | سالم عبد الحميد - الشئون القانونية |
| فوزي عرفة       |                                    |
| حمدي يوسف       | عبد الحميد - الرئيس المؤقت         |
| محمد أبو داود   | النيابة الادارية                   |
| محمد سعيد عبودة | فريد - سكرتير مجلس الإدارة         |
| محمود رشاد      | رئيس المؤسسة                       |
| ثريا عز الدين   | سعاد - زوجة عبد العظيم الدمنهوري   |
| أنور مدكور      | رئيس مجلس الإدارة الجديد           |
| عبدالعزيز عيسى  | الأسطى مدكور - عضو مجلس الإدارة    |
| فاروق سالم      |                                    |
| وفاء فريد       |                                    |

### الصوت
| طاقم الفيلم        | الدور         |
| ------------------ | ------------- |
| جميل عزيز          | (مهندس الصوت) |
| إبراهيم عبد الحميد | مسجل الحوار   |
| علي حامد           | مسجل صوت      |
| جاسر جبر           | م. صوت        |
| إبراهيم طاهر       | م. صوت        |
| محمد سليمان        | م. صوت        |

### مونتاح
| طاقم الفيلم   | الدور       |
| ------------- | ----------- |
| حسن حلمي      | مونتير      |
| حسن محمد حلمي | مركب الفيلم |
| فتحي إبراهيم  | مركب الفيلم |
| نعمت فايد     | نيجاتيف     |

### معمل
| طاقم الفيلم                                            | الدور                       |
| ------------------------------------------------------ | --------------------------- |
| مصر للإستوديوهات والإنتاج السينمائي (مصر للاستوديوهات) | الطبع والتحميض              |
| سعد عبد الرحمن                                         | رئيس قطاع المعامل           |
| صلاح عبد الحليم                                        | مدير عام معمل مدينة السينما |
| معامل مدينة السينما (مدينة السينما)                    | اعداد الفيلم                |

### مكياج
| طاقم الفيلم   | الدور        |
| ------------- | ------------ |
| محمد عشوب     | ماكيير       |
| سامي صيام     | مساعد ماكيير |
| كمال عبد الحق | مساعد ماكيير |
| فوزي فضالي    | كوافير       |

### توزيع
| طاقم الفيلم                        | الدور      |
| ---------------------------------- | ---------- |
| أفلام الطليعة (وجيه إسكندر وشركاه) | موزع داخلي |
| فيديو ٢٠٠٠ (سميرة أحمد)            | موزع خارجي |
| هليوبوليس (فيديو) فيلم             | موزع فيديو |

### إخراج
| طاقم الفيلم    | الدور          |
| -------------- | -------------- |
| عبد اللطيف زكي | مخرج           |
| محمود حسنين    | مساعد مخرج أول |
| محمد كمال      | مساعد مخرج ثان |

### تأليف
| طاقم الفيلم | الدور         |
| ----------- | ------------- |
| نبيل راغب   | قصة           |
| مصطفى محرم  | سيناريو وحوار |

### إنتاج
| طاقم الفيلم | الدور        |
| ----------- | ------------ |
| ستوديو مصر  | منتج         |
| محمد عطية   | مدير الإنتاج |

### تصوير
| طاقم الفيلم      | الدور        |
| ---------------- | ------------ |
| عبد المنعم بهنسي | مدير التصوير |
| عاطف مكرم        | مصور         |

### ادوار متعدده
| طاقم الفيلم | الدور           |
| ----------- | --------------- |
| علي أيوب    | ريجيسير         |
| فتحي عزت    | مصور فوتوغرافيا |
| الشحري      | العناوين        |

## وصلات خارجية
- مقالات تستعمل روابط فنية بلا صلة مع ويكي بيانات
- خيوط العنكبوت على الدهليز
- خيوط العنكبوت على كاروهات